# Novinarske nagrade
Od samih početaka civilizacije ljudska bića znala su za pojmove nagrade i kazne. Nagrada je obično stizala nakon dobro ili uspješno obavljena posla dok je kazna uvijek bila ishod nečije pogreške ili neodgovornog postupka. Čovjek je zahvaljujući jedinstvenom razvoju u prirodi razvio i ego. Od plemenskih dana bilomu je jasno kako ona jedinka koja se nečim ističe (posebice snagom, inteligencijom, snalažljivošću, itd.) prva dobiva obroke, i ima u svemu veća prava i poštovanje plemena od osobe koja se ničim ne ističe. Čovjek je oduvijek htio biti u nečemu bolji od ostalih, isprva samo u lovu ili skupljanju plodova, kroz razne borbe i ratove, filozofiju ili književnost, pa sve do apsurdnih vještina koje su došle u 20. stoljeću, posebice pojavom Guinnessove knjige rekorda. Nemali se broj puta čovjek natjecao s drugim čovjekom, s vremenom pa i životinjama. Onaj koji bi izašao kao pobjednik dobivao bi poštovanje i divljenje svih ostalih. Čovjek je dakle još kao i životinja bio svjestan vlastite kompetitivnosti i uvijek je jurio pobjedu jer pobjeda je od njega pravila više biće, pobjeda mu je gradila karakter i činila ga posebnijim među ostatkom populacije. Tu su ideju Grci razvijali te je ona na kraju oblikovala i olimpijske igre. Čovječanstvo je napredovalo zahvaljujući istaknutim pojedincima, a najbolji način za čestitanje i priznavanje njihove nadmoći u sportskim disciplinama bila je nagrada. U starom Rimu gladijator koji bi preživio određeni broj borbi dobivao je slobodu i život kakav želi za sebe i svoju obitelj. Srednji vijek bio je prepun nagrada. Za hrabru borbu hladnim oružjem u raznoraznim ratovima vitezovi bi dobivali od svojih vladara zemljišne posjede i prestižne plemićke titule. Povijesni problem dodjele bilo kojih nagrada bio je taj što svijet do 19. Stoljeća nije bio globaliziran, tako da nagrade jednostavno nisu mogle biti međunarodne, nisu mogle obuhvatiti kandidate iz cijelog svijeta.

## Nobelova nagrada
1895. izumitelju dinamita, Alfredu Nobelu pala je u Švedsko-Norveškom klubu u Parizu sjajna ideja potaknuta nevjericom i zgražanjem zbog načina na koji svijet zloupotrebljava njegov izum. Ideja je bila osnovati fond a onda iz njega nagrađivati pojedince koji su svojim djelima ili izumima najviše zadužili svijet. Prve godine kategorije su bile: književnost, fizika, kemija i medicina, te mir, a nešto kasnije dodana je kao disciplina i ekonomija. Može se slobodno reći kako je baš Nobelova nagrada kamen temeljac za sve kasnije nagrade.

## Najpoznatije nagrade svijeta
Svaka istaknuta ljudska djelatnost može biti nagrađena na ovaj ili onaj način. Mediji najviše vole glamur i blještavilo a toga najviše mogu naći na dodjelama filmskih, glazbenih i tv nagrada. Tu daleko prednjače amerikanci s Oscarom, Emmy-em, Grammy-em, Zlatnim globusom itd. Filmovi i ljudi koji su sudjelovali u stvaranju istih uživaju i kada dobiju Zlatnu Palmu u Cannesu, Zlatnog lava u Veneciji ili Berlinskog zlatnog medvjeda. Ljudi koji stvaraju TV program sretni su ako osim Emmy-ja dobiju nagradu BAFTA ili Tony dok su glazbenici lakših nota zadovoljni i nekim skromnijim MTV ili sličnim nagradama.
Svaki matematičar koji drži do sebe vrhuncem svoje karijere smatrat će Fieldsovu ili Abelovu nagradu, arhitekt će se nadati nagradi Pritzger, Schookova nagrada ide za vrhunske filozofe, logičare, umjetnike i glazbenike, dok je u posljednje vrijeme jako tražena nagrada Kyoto koja odaje priznanje u 3 kategorije- napredna tehnologija, osnovne znanosti te umjetnost s filozofijom. Jasno je kako svaka znanost, umjetnost pa i ljudski zanat ili vještina može i treba biti na razne načine nagrađena.

## Pulitzerova nagrada
Sigurno se pitate gdje su u cijeloj toj priči novinari i novinarstvo? Novinarstvo je također kroz 20. stoljeće dobilo svu silu dodjela ali među njima jedna je ipak na vrhu. Pulitzerova nagrada. 
Nagradu za koju bi većina novinari ubila ustanovio je poznati američki novinar mađarskog porijekla - Joseph Pulitzer.  Otac mu je bio bogati židovski trgovac žitom koji je umro kad je Joseph imao 11 godina. Dobro obrazovan mladić koji je tečno govorio nekoliko jezika sa 17 godina uputio se iz Mađarske u SAD bez novca u džepu i sa samo elementnim poznavanjem engleskog jezika ali zato s velikom ambicijom da uspije u novom svijetu. Neko vrijeme radio je besperspektivne i slabo plaćene poslove. 
Nakon nekoliko godina beznadnih poslova počeo je raditi kao reporter. To mu je išlo od ruke jer je bio strašno talentiran a nakon nekog vremena spojio je ljubav prema novinarstvu s očevom trgovačkom stranom i postao je vlasnikom nekolicine novina od kojih su najpoznatije bile “The New York World” koje je doveo s naklade od 15 000 do 600 000 prodanih primjeraka dnevno. Kritičari Pulitzerova rada kažu kako takav uspjeh ne bi postigao da nije bio otac tzv. Žutog novinarstva  – točnije zainteresiran za zanimljivu, ljudsku stranu svakodnevnih događaja, skandale i javne sramote poznatih ličnosti.
Pulitzeru je prvom na pamet pala ideja za osnivanje škole novinarstva pa je ponudio novac dekanu sveučilišta Columbia da otvori prvu školu novinarstva u svijetu ali je ovaj to odbio zbog neslaganja s pojedinim Pulitzerovim postupcima i zbog Pulitzerove beskrupuloznosti.
Tek smjenom fakultetske vlasti nekoliko godina poslije sveučilište prihvaća novac ali prekasno da postanu prva škola novinarstva, pretekla ih je škola novinarstva u Missouriju. Danas su obje navedene novinarske škole među najprestižnijima u svijetu. 
Od 2 milijuna dolara koje je ostavio sveučilištu Columbia oformljen je nagradni fond i 4. Lipnja, 1917. dodijeljene su prve Pulitzerove nagrade. 
Već tada postalo je jasno kako će te nagrade biti najprestižnije Novinarske nagrade u svijetu. Nagrada je podijeljena u 21 kategoriju, a svaka je iznosila 10,000 američkih dolara. Uz novčani iznos novinari odnosno novine za koje rade dobivaju i zlatnu medalju. 
Način na koji nagrade funkcionira je također jedinstven u svijetu. Svaki potencijalni kandidat plaća naknadu u iznosu od 50 dolara kako bi pristupio dodjeli. Tada radove procjenjuje neovisni žiri sastavljen od članova koji sami imaju vrlo visoke uloge u svijetu američkog novinarstva. Kako bi dodjela bila što ekskluzivnija ne može se bilo tko s 50 dolara u džepu nazvati nominiranim za nagradu. Tako se terminologija širi s dobitnika na nominirane (kojih bude svega 3-10) te prijavljene. Sama prijava lošeg rada tako ne čini od vas automatski nominirane za Pulitzera nego jednostavno obične ljude koji su potratili 50 dolara. 
Pravila navode kako prijavljeni rad mora biti izdan od izdavača u SAD-u i jedino takav može ući u izbor.
Kategorije nagrade podijeljene su na 3 dijela - novinarsko-publicistički, literarni i posebne kategorije - posebni citat i glazba.